# Alte Post (Neuss)
Die Alte Post ist ein denkmalgeschütztes ehemaliges Preußisches Postamt in der Großstadt Neuss am linken Niederrhein in der Neustraße 28 am Erftmühlgraben. 

## Gebäude
Das Hauptgebäude das ab 1877 nach Plänen des Kaiserlichen General-Postamts errichtet wurde, befindet sich an der Ecke von Neustraße und Promenadenstraße. Es ist mit Sandstein und abgesetzten gelblichen Ziegelsteinen gebaut.
Eigentlich sollte die Stadt Neuss den Bau einem örtlichen/regionalen Unternehmer übertragen und die Post hätte dann das Gebäude gemietet. Am 4. August 1873 hatte sich das Generalpostamt gegenüber der Stadt dann doch zum Bau in Eigenregie verpflichtet. Bis zum März 1875 waren dann die Grundstücksübertragungen vertraglich realisiert.
Der Bau erfolgte nach einem Entwurf aus der Technischen Bauabteilung im Reichspostamt Berlin, unter August Kind. Eine Besichtigung erfolgte am 21. Juni 1879 durch Heinrich Stephan und zur Einweihung am 8. Oktober 1879 waren die Spitzen der Postbauverwaltung der Reichspost u. a. August Kind und der zuständigen Postbaurat Carl Hindorf von der Oberpostdirektion aus Köln und weitere lokale und regionale Honoratioren waren anwesend.
Das Gebäude liegt freistehend und hat ein Außenmaß von 21 mal 33 Meter und ist zweigeschossig (zuzüglich Keller- und Dachgeschoss). Im ersten Geschoss war das Postamt und im zweiten Geschoss der Telegraphendienst und die Dienstwohnungen untergebracht. Die Architektur war der italienischen Renaissance nachempfunden. Am 1. Juli 1879 konnte dann das Gebäude übergeben werden.

## Heutige Nutzung
Seit 1989 ist darin das Kulturforum Alte Post mit einer kleinen Bühne untergebracht. Im Haus befindet sich eine Gastronomie mit Biergarten. Vor dem Haus befindet sich das Theodor-Schwann-Denkmal.